# MRK
MRK (ros. Mobilnyj Rabototechniczeskij Kompleks) – rosyjski robot bojowy, zdalnie sterowany.
Pojazd gąsienicowy zdalnie sterowany wyposażony opcjonalnie w karabin maszynowy RPK 7,62 mm, ciężki karabin maszynowy „Kord" kalibru 12,7, a nawet 30 mm granatnik automatyczny AGS-17 lub AGS-30.
Pierwszy raz zaprezentowany podczas Russia Army Expo 2013, powstał przy współpracy IMZ oraz UralVagonZavod.